# Powiat Ilm
Powiat Ilm (niem. Ilm-Kreis) – powiat w niemieckim kraju związkowym Turyngia. Siedzibą powiatu jest Arnstadt.

## Podział administracyjny
W skład powiatu Ilm wchodzi:
- pięć miast (Stadt)
- jedna gmina (Gemeinde)
- jedna gmina (Landgemeinde)
- dwie wspólnoty administracyjne (Verwaltungsgemeinschaft)

Miasta:
| Lp. | Nazwa miasta    | Ludność (31 grudnia 2018) | Powierzchnia km² |
| --- | --------------- | ------------------------- | ---------------- |
| 1   | Arnstadt        | 27.304                    | 104,99           |
| 2   | Großbreitenbach | 6.352                     | 80,76            |
| 3   | Ilmenau         | 39.017                    | 198,69           |
| 4   | Plaue           | 1.961                     | 22,69            |
| 5   | Stadtilm        | 8.420                     | 120,26           |

Gminy: (Gemeinde)
| Lp. | Nazwa gminy     | Ludność (31 grudnia 2018) | Powierzchnia km² |
| --- | --------------- | ------------------------- | ---------------- |
| 1   | Amt Wachsenburg | 8.319                     | 81,75            |

Gminy: (Landgemeinde)
| Lp. | Nazwa gminy | Ludność (31 grudnia 2018) | Powierzchnia km² |
| --- | ----------- | ------------------------- | ---------------- |
| 1   | Geratal     | 8.963                     | 82,33            |

Wspólnoty administracyjne:
| Lp. | Nazwa wspólnoty administracyjnej | Ludność (31 grudnia 2018) | Powierzchnia km² | Liczba gmin |
| --- | -------------------------------- | ------------------------- | ---------------- | ----------- |
| 1   | Geratal/Plaue                    | 4.384                     | 45,42            | 3           |
| 2   | Riechheimer Berg                 | 3.843                     | 91,04            | 7           |

## Zmiany administracyjne
- 31 grudnia 2012
  - zlikwidowanie gminy Wachsenburggemeinde i przyłączenie jej terenu do Ichtershausen
  - utworzenie gminy Amt Wachsenburg
- 31 grudnia 2013
  - przyłączenie gminy Möhrenbach do Gehren
- 6 lipca 2018
  - przyłączenie gminy Ilmtal do miasta Stadtilm
  - rozwiązanie wspólnoty administracyjnej Langer Berg
- 1 stycznia 2019
  - rozwiązanie wspólnoty administracyjnej Großbreitenbach
  - przyłączenie gminy Wipfratal do miasta Arnstadt
  - przyłączenie gminy Kirchheim do gminy Amt Wachsenburg
  - rozwiązanie wspólnoty administracyjnej Rennsteig
  - rozwiązanie wspólnoty administracyjnej Oberes Geratal
  - przyłączenie gminy Neusiß do miasta Plaue
  - przyłączenie gminy Gehlberg do miasta na prawach powiatu Suhl
- 31 grudnia 2019
  - przyłączenie gminy Angelroda do gminy Martinroda
  - przyłączenie gminy Rockhausen do gminy Amt Wachsenburg